# Some Type of Love
Some Type of Love là EP của nam ca sĩ Charlie Puth. Nó được phát hành ngày 1 tháng 5 năm 2015 bởi Atlantic Records và Artist Partner Group. EP có một đĩa đơn, "Marvin Gaye", với nữ ca sĩ Meghan Trainor, phát hành 10 tháng 2 năm 2015.

## Danh sách bài hát
| STT              | Nhan đề                                    | Thời lượng |
| ---------------- | ------------------------------------------ | ---------- |
| 1.               | "I Won't Tell a Soul"                      | 3:08       |
| 2.               | "Marvin Gaye" (hợp tác với Meghan Trainor) | 3:07       |
| 3.               | "Some Type of Love"                        | 3:05       |
| 4.               | "Suffer"                                   | 3:30       |
| Tổng thời lượng: | Tổng thời lượng:                           | 12:49      |

## Xếp hạng
| Bảng xếp hạng (2015)               | Vị trí cao nhất |
| ---------------------------------- | --------------- |
| Album Hoa Kỳ Billboard 200         | 37              |
| Top Heatseekers Albums (Billboard) | 3               |